# Juan Jairo Galeano
Juan Jairo Galeano (Andes, 12 augustus 1962) is een voormalig profvoetballer uit Colombia. Hij speelde het grootste deel van zijn carrière als aanvaller voor Atlético Nacional. Hij stapte later het trainersvak in.

## Interlandcarrière
Galeano, bijgenaamd El Andino, kwam in totaal elf keer (één doelpunt) uit voor de nationale ploeg van Colombia in de periode 1987–1989. Onder leiding van bondscoach Francisco Maturana maakte hij zijn debuut op 11 juni 1987 in de vriendschappelijke thuiswedstrijd tegen Ecuador (1-0) in Medellín. Andere debutanten in die wedstrijd waren doelman René Higuita, Mario Coll, Alexis Mendoza, John Jairo Tréllez, Luis Fernando Herrera en Luis Carlos Perea.
| Interlands van Juan Jairo Galeano voor Colombia | Interlands van Juan Jairo Galeano voor Colombia | Interlands van Juan Jairo Galeano voor Colombia | Interlands van Juan Jairo Galeano voor Colombia | Interlands van Juan Jairo Galeano voor Colombia | Interlands van Juan Jairo Galeano voor Colombia |
| №                                               | Datum                                           | Wedstrijd                                       | Uitslag                                         | Competitie                                      | Goals                                           |
| Als speler van Atlético Nacional                | Als speler van Atlético Nacional                | Als speler van Atlético Nacional                | Als speler van Atlético Nacional                | Als speler van Atlético Nacional                | Als speler van Atlético Nacional                |
| ----------------------------------------------- | ----------------------------------------------- | ----------------------------------------------- | ----------------------------------------------- | ----------------------------------------------- | ----------------------------------------------- |
| 1                                               | 11 juni 1987                                    | Colombia – Ecuador                              | 1 – 0                                           | Vriendschappelijk                               | 0                                               |
| 2                                               | 1 juli 1987                                     | Colombia – Bolivia                              | 2 – 0                                           | Copa América                                    | 0                                               |
| 3                                               | 5 juli 1987                                     | Colombia – Paraguay                             | 3 – 0                                           | Copa América                                    | 0                                               |
| 4                                               | 8 juli 1987                                     | Chili – Colombia                                | 2 – 1                                           | Copa América                                    | 0                                               |
| 5                                               | 11 juli 1987                                    | Argentinië – Colombia                           | 1 – 2                                           | Copa América                                    | 27'                                             |
| 6                                               | 30 maart 1988                                   | Colombia – Canada                               | 3 – 0                                           | Vriendschappelijk                               | 0                                               |
| 7                                               | 19 mei 1988                                     | Finland – Colombia                              | 1 – 3                                           | Vriendschappelijk                               | 0                                               |
| 8                                               | 7 augustus 1988                                 | Colombia – Uruguay                              | 2 – 1                                           | Vriendschappelijk                               | 0                                               |
| 9                                               | 6 augustus 1988                                 | Uruguay – Colombia                              | 0 – 0                                           | Vriendschappelijk                               | 0                                               |
| 10                                              | 27 augustus 1988                                | Paraguay – Colombia                             | 2 – 1                                           | WK-kwalificatie                                 | 0                                               |
| 11                                              | 3 september                                     | Ecuador – Colombia                              | 0 – 0                                           | WK-kwalificatie                                 | 0                                               |

## Erelijst
Atlético Nacional
- Copa Mustang

1981, 1991
- Copa Libertadores

1989
- Copa Interamericana

1990